# Stenocionops
Stenocionops is een geslacht van kreeftachtigen uit de klasse van de Malacostraca (hogere kreeftachtigen).

## Soorten
- Stenocionops angustus (Lockington, 1877)
- Stenocionops beebei Glassell, 1936
- Stenocionops coelatus (A. Milne-Edwards, 1878)
- Stenocionops contiguus (Rathbun, 1892)
- Stenocionops furcatus (Olivier, 1791)
- Stenocionops ovatus (Bell, 1835)
- Stenocionops spinimanus (Rathbun, 1892)
- Stenocionops spinosissimus (Saussure, 1857)